# Béb
Béb (deutsch Wieb) ist eine ungarische Gemeinde im Kreis Pápa im Komitat Veszprém. Seit 2004 besteht eine Gemeindepartnerschaft zu Breitenholz (Thüringen). 

## Geografische Lage
Béb liegt ungefähr zehn Kilometer östlich der Stadt Pápa. Nachbargemeinden sind Csót, Ugod, Nagygyimót und Bakonykoppány. 

## Sehenswürdigkeiten
- Römisch-katholische Kirche Szent Anna, erbaut 1791 (Spätbarock)

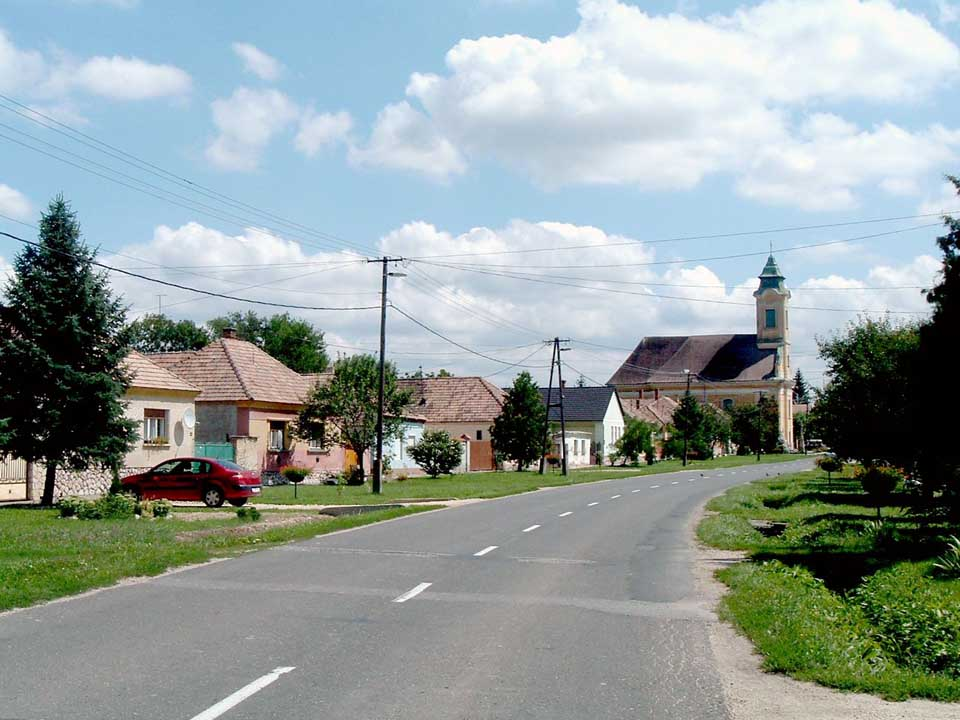
Blick auf die röm.-kath. Kirche Szent Anna

## Verkehr
Durch Béb verläuft die Landstraße Nr. 8301. Der nächstgelegene Bahnhof befindet sich in Pápa.